# Leopold Mozart
Johann Georg Leopold Mozart (n. 14 noiembrie 1719, Augsburg, Sfântul Imperiu Roman – d. 28 mai 1787, Salzburg, Sfântul Imperiu Roman) a fost un compozitor, dirijor, profesor și violinist german. Leopold Mozart este cunoscut mai ales ca tatăl și profesorul lui Wolfgang Amadeus Mozart, dar și pentru manualul său pentru vioară Versuch einer gründlichen Violinschule.

## Cariera
Leopold Mozart a activat mai întâi ca violonist la Augsburg, apoi ca dirijor al orchestrei Catedralei din Salzburg, fiind sprijinit financiar de arhiepiscopii Sigismund von Schrattenbach și Hieronymus von Colloredo.

## Legături externe
- Leopold Mozart, a biographical sketch at the site of the Mozart Project
- A French Edition of Leopold Mozart's Violinschule Arhivat în 19 februarie 2012, la Wayback Machine.
- Partituri de Leopold Mozart la International Music Score Library Project
- Digitalized exemplar of the French edition at Biblioteca Nacional de España